# Academia de Ciencias de California
La Academia de Ciencias de California (del inglés: California Academy of Sciences) es uno de los mayores museos de historia natural del mundo. La Academia fue fundada en 1853 como una sociedad para la educación y todavía realiza una importante labor de investigación original, así como exhibiciones y labores pedagógicas.
Remodelado en 2008, el edificio principal se encuentra en el Golden Gate Park en San Francisco (California), Estados Unidos. La Academia proporciona un mapa, plano de plantas, e información detallada sobre los objetos expuestos en su sitio web. El nuevo edificio principal situado en el Golden Gate Park se reabrió el 27 de septiembre de 2008.

## Educación
Antes de su reconstrucción, el antiguo edificio de Academia atraía aproximadamente a medio millón de visitantes cada año. De la misma manera que desde sus inicial, el atractivo principal son los objetos expuestos relativos a la Historia natural. Las zonas públicas de la Academia están divididas en tres áreas generales:
- Acuario Steinhart, que ocupa la mayor parte del área de sótano, así como una cúpula de cuatro pisos que emula una selva tropical.[5]
- Planetario Morrison, dedicado a temas astronómicos.
- Museo de Historia Natural Kimball, que, junto al Pabellón Africano y un péndulo de Foucault, incluye una variedad de exhibiciones que cubren una amplia gama de objetos.

## Investigación
La Academia realiza investigaciones en numerosos campos, en gran parte, pero no exclusivamente, en antropología, biología marina, botánica, entomología, herpetología, ictiología, zoología de invertebrados, mamalogía y ornitología, todas las ramas de la biología.
La investigación geológica también tiene una larga historia en la Academia, con especial concentración en la paleontología. También hay un gran interés en temas medioambientales, con varios departamentos que colaboran estrechamente para incidir en biología sistemática y biodiversidad.

## Historia
Inicios

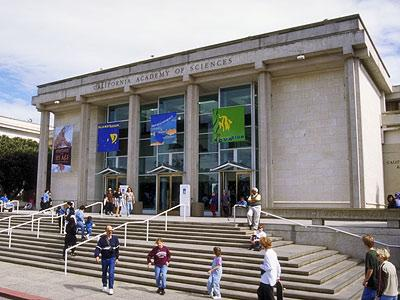
La Academia de Ciencias en 2003, dos años antes de iniciarse su reconstrucción.

La Academia de Ciencias Naturales de California (California Academy of Natural Sciences) fue fundada en 1853, solo tres años después de que California se uniera a los Estados Unidos, convirtiéndose la primera sociedad de su clase en el Oeste estadounidense. Su objetivo fundacional era emprender «una revisión sistemática cuidadosa de cada parte del estado y la recolección de una muestra de sus raros y ricos productos». Fue renombrado con un sentido más amplio como Academia de Ciencias de California (California Academy of Sciences) en 1868.
La Academia mostró un acercamiento, adelantado para aquellos tiempos, sobre la participación de las mujeres en la ciencia, aprobando una resolución en su primer año de existencia donde los miembros «aprueban sumamente la ayuda de mujeres en cada departamento de ciencias naturales, e invitan a su cooperación». Esta política llevó a varias mujeres a trabajar en posiciones profesionales como botánicas, entomólogas y otras ocupaciones durante el siglo XIX, cuando las oportunidades para las mujeres en las ciencias eran limitadas, y a menudo los puestos que existían estaban restringidos a meros trabajos de cálculo y catalogación.
El primer museo oficial de la Academia se abrió en 1874 en la intersección de las calles California y Dupont (actualmente Grant Avenue) en lo que ahora es el barrio chino, y consiguió hasta 80 000 invitados por año. Para acomodar a su creciente popularidad, la Academia se trasladó a un nuevo y más grande edificio en la calle del Mercado (Market Street) en 1891, financiado por la herencia de James Lick, un magnate de bienes inmuelbes del siglo XIX de San Francisco, empresario y filántropo. Sin embargo, solo quince años más tarde la instalación de la calle del Mercado se destruyó, víctima del terremoto de San Francisco de 1906, que también derribó gran parte de la biblioteca de la 
Academia y arruinó colecciones de especímenes. En la gran destrucción ocurrida después del temblor, los conservadores de la Academia y los empleados solo fueron capaces de recuperar un único carro de materiales, incluidos libros de actas de la Academia, archivos de ingreso, y 2 000 tipos de especímenes. Por suerte, una expedición a las Islas Galápagos (el primero de varios patrocinados por la Academia) ya estaba en marcha y regresó siete meses más tarde, proporcionando al instante colecciones que reemplazaron a las perdidas.
No fue hasta 1916 cuando la Academia se trasladó al Pabellón de Aves y Mamíferos de Norteamérica en el Golden Gate Park, el primer edificio del lugar que se convertiría en su hogar permanente. En 1923, se añadió el Acuario Steinhart, seguido en 1934 por el Pabellón de África Simson.
Segunda Guerra Mundial y posguerra
Durante la Segunda Guerra Mundial, la Academia contribuyó al esfuerzo de guerra estadounidense usando los talleres de sus instalaciones para reparar el equipo óptico y de navegación de barcos de la Armada de los Estados Unidos (San Francisco fue un puerto importante durante la Guerra del Pacífico).
Los años de la posguerra vieron una rápida sucesión de construcciones; el Pabellón de la Ciencia fue añadido en 1951, seguido del Planetario Morrison en 1952. El Planetario Morrison era el séptimo planetario importante en inaugurarse en los Estados Unidos y presentó un peculiar proyector de estrellas construido por empleados de la Academia (en la parte usando los conocimientos adquiridos al hacer el trabajo óptico para la Marina estadounidense durante la Segunda Guerra Mundial). Este proyector producía un campo de estrellas que las mostraba de una manera más natural, con forma irregular, en lugar de los puntos circulares que mostraban muchos proyectores de estrellas ópticos; las formas irregulares fueron creadas colocando a mano granos de distinto tamaño de carburo de silicio en el revestimiento de los cristales de la óptica y después aluminizándolos y retirando los granos de carburo de silicio.
Crecimiento
En 1959 se añadieron la Biblioteca Malliard, el Pabellón Eastwood de Botánica y la Estancia Livermore. A lo largo de los años 1960, las universidades que se concentraban en el nuevo campo la biología molecular se deshicieron de sus colecciones de especímenes confiándolos a la Academia, lo que conllevó un gran incremento de sus fondos.
En 1969 se incorporó un nuevo edificio, el Pabellón Cowell, y en 1976 se abrieron nuevas galerías y al año siguiente se construyó la «rotonda de los peces».
En 1985, mientras se ofrecía una exposición del escultor Jim Gary, Twentieth Century Dinosaurs (Dinosaurios del siglo XX), la disparatada película de ciencia ficción producida por George Lucas, Howard... un nuevo héroe, fue filmada en el museo y la muestra de escultura aparece en la cómica historia sobre una singularidad científica imaginaria estudiada en el museo.

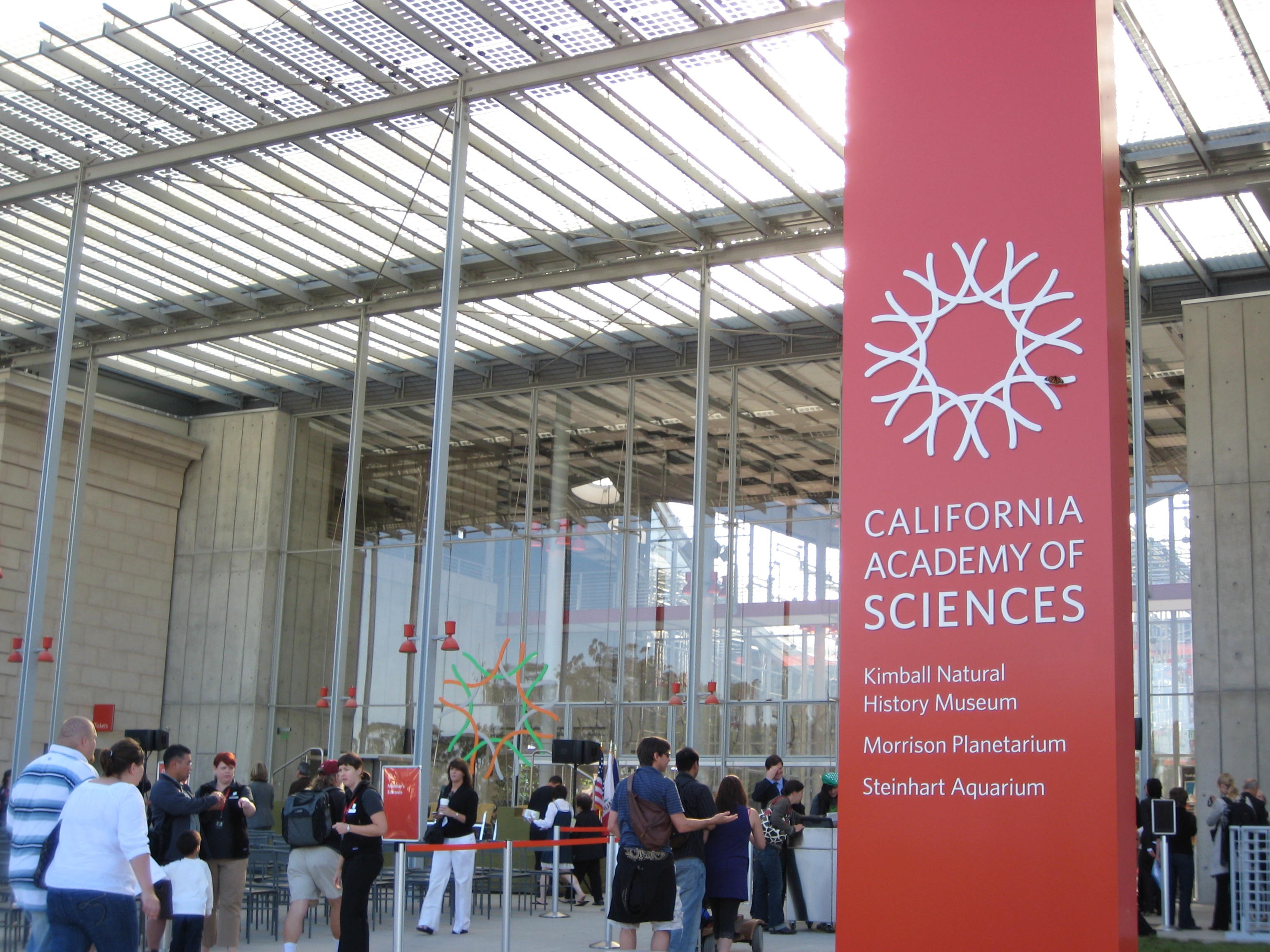
El nuevo edificio el día de la apertura al público.

Antes del derribo del viejo edificio en 2005, había la galería Vida a Través del Tiempo, que alojaba una gran demostración de la evolución biológica y sobre paleontología. Asimismo había el Pabellón de Gemas y Minerales, una sección de terremotos y una exposición de Gary Larson.
Terremoto y nuevo edificio
Los edificios de Academia quedaron dañados considerablemente en el terremoto de Loma Prieta de 1989. Posteriormente, el Pabellón de las Aves se cerró para asegurar la seguridad pública. El Acuario Steinhart, construido sin la utilización de ingeniería sísmica, también sufrió grandes daños en este terremoto.
Cuando se realizaron los proyectos para reparar los daños y construir edificios estables seísmicamente, se comprobó que sería necesaria una cantidad considerable de trabajo para llevar a los edificios hasta estándares modernos, lo que llevó a la conclusión de realizar en la Academia una revisión completa y decidiéndose el cierre del edificio central.

## Características del edificio principal

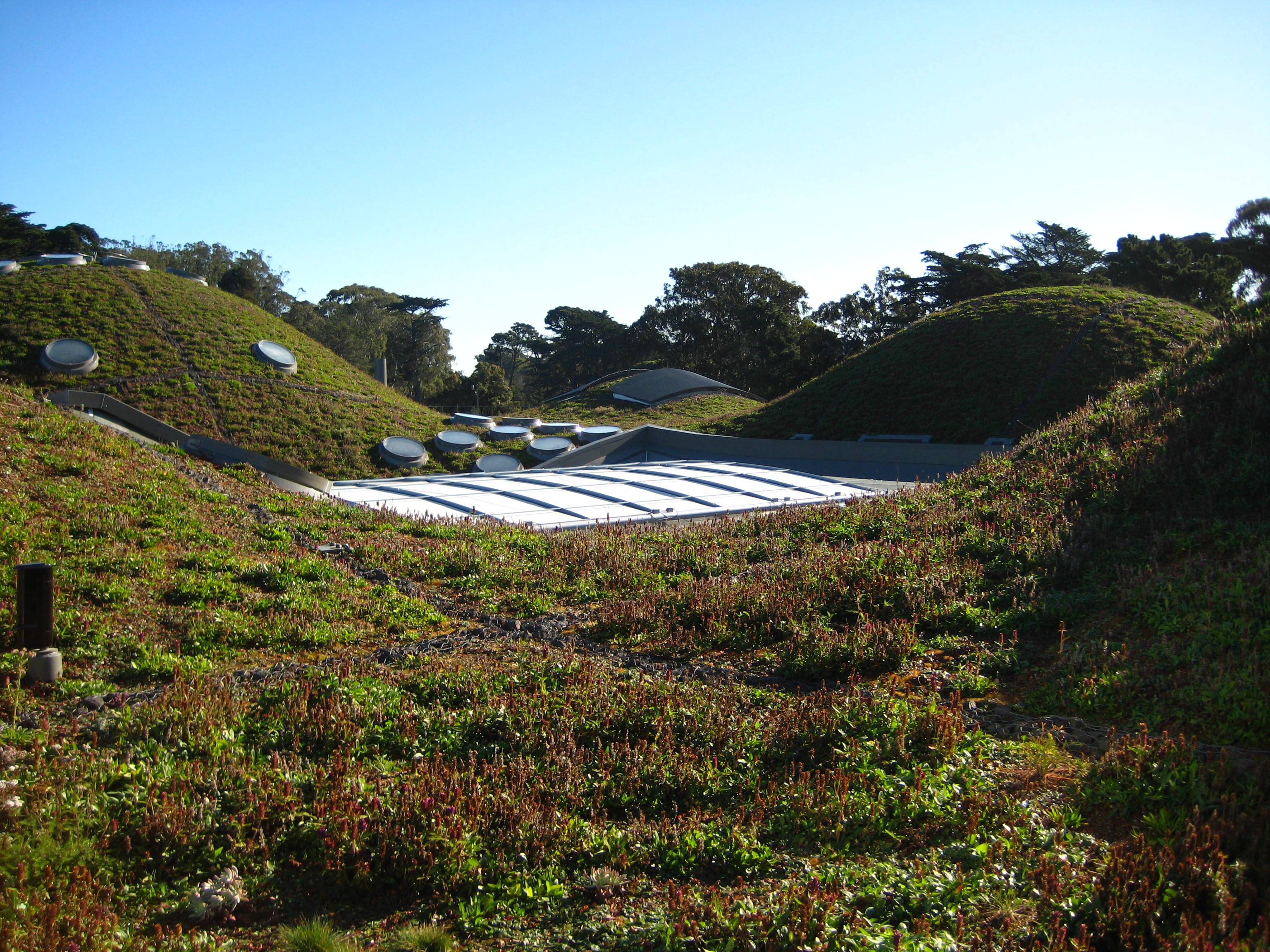
Un moderno techo verde emplea plantas nativas, un drenaje eficiente, luz natural y generación eléctrica fotovoltaica.

El nuevo edificio incluye una serie de características dirigidas a cuidar de medio ambiente:
- Produce un 50% menos de aguas residuales que antes
- Reciclaje del agua de lluvia para su utilización en riegos
- Utiliza 60 000 células fotovoltaicas
- Mantiene un techo verde con una superficie de una hectárea
- Usa iluminación natural en el 90% de los espacios ocupados
- Fue construido con unos 15 000 m³ de hormigón reciclado
- La construcción incluye 5 000 t de acero reciclado
- El aislamiento de las paredes fue realizado a partir de denim reciclado.